# Sphaeradenia oligostemon
Sphaeradenia oligostemon är en enhjärtbladig växtart som beskrevs av Gunnar Wilhelm Harling. Sphaeradenia oligostemon ingår i släktet Sphaeradenia och familjen Cyclanthaceae.
Artens utbredningsområde är Colombia. Inga underarter finns listade.